# James Laidlaw (homme politique)
Pour les articles homonymes, voir James Laidlaw et Laidlaw.
James Laidlaw (7 juillet 1822-19 mars 1905) est un homme politique canadien de l'Ontario. Il est député provincial libéral de la circonscription ontarienne de Wellington-Sud de 1879 à 1886.

## Biographie
Né dans le Roxburghshire en Écosse, Laidlaw s'établit avec sa famille à Guelph dans le Haut-Canada en 1831. Conseiller municipal dans le conseil du canton de Guelph, il sert également de préfet et directeur du comté de Wellington. En 1875, il administre la ferme gouvernementale du Collège d'agriculture de Guelph.
Élu en 1879 et en 1883, il ne se représente pas en 1886.